# Kiek in de Kök

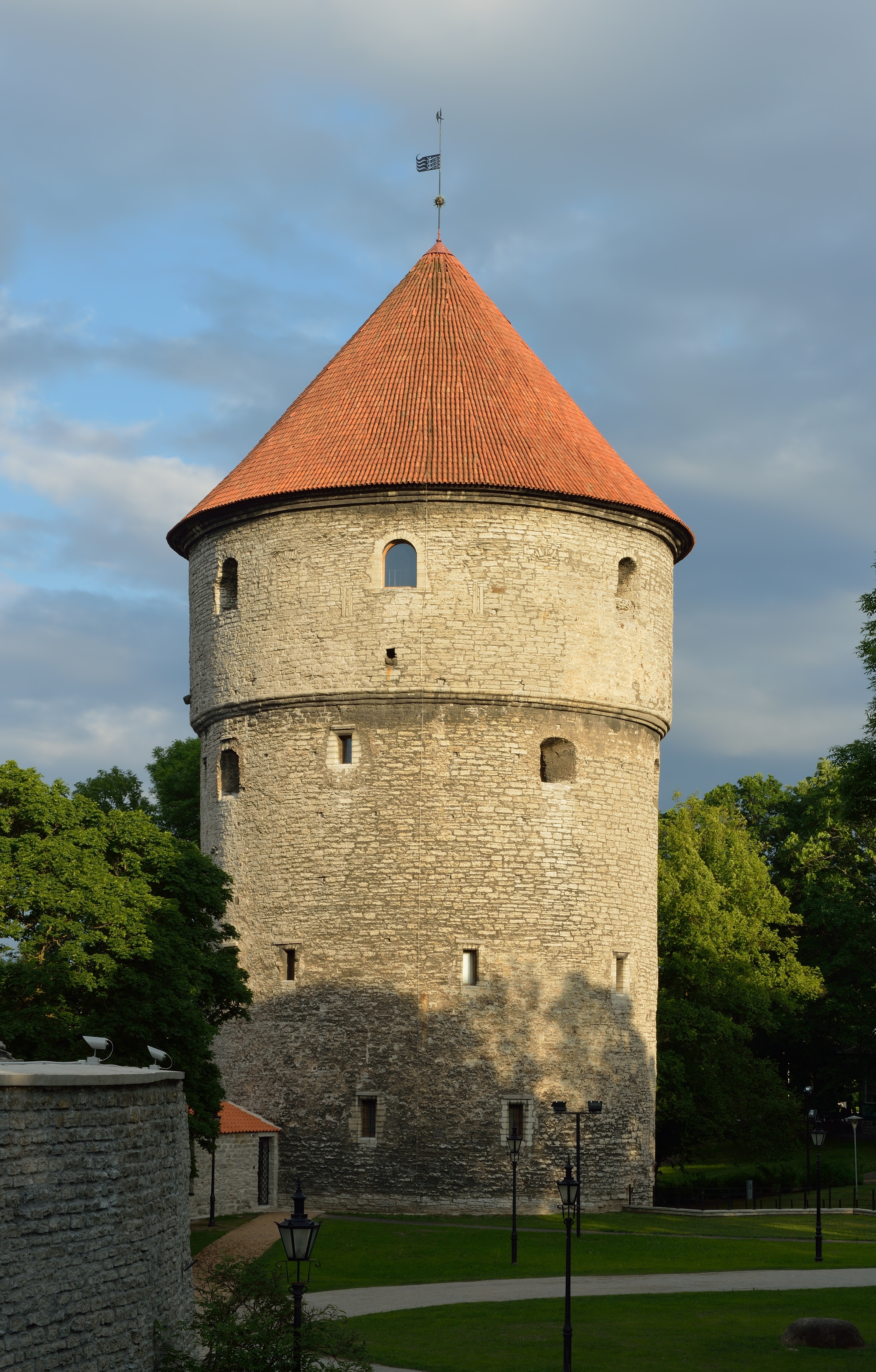
Kiek in de Kök

Kiek in de Kök (Nederduits voor kijkje in de keuken) is een oude kanontoren in Tallinn aan de zuidwestkant van de oude binnenstad. Kiek in de Kök is de Nedersaksische naam voor ronde kanontorens die in de late middeleeuwen deel uitmaakten van de verdedigingswerken van met name de Hanzesteden. De naam verwijst naar de positie die de soldaten hadden die de toren bemanden. Vanaf de toren kon men rechtstreeks in de keukens van de lager gelegen woonhuizen kijken.
In het gehele gebied van de Hanze en de Duitse Orde werd in de late middeleeuwen het Middelnederduits gesproken, dat zo dienstdeed als gemeenschappelijke taal. Zodoende staan verschillende kanontorens in bijvoorbeeld Tallinn en Gdańsk (Danzig) nog bekend onder de naam Kiek in de Kök.
De toren in Tallinn is een van de best bewaarde en maakt deel uit van het stadsmuseum (Linnamuuseum) van de Estse hoofdstad. De toren is 38 meter hoog, de doorsnede is 17 meter en de muren zijn 4 meter dik.
Op ongeveer 100 meter naar het zuidoosten staat de Overwinningskolom van de Onafhankelijkheidsoorlog aan het Vrijheidsplein.